# Город зла
«Город зла» (англ. Evil's City) — американский фильм ужасов 2005 года режиссёра Тома Льюиса. Фильм вышел сразу на видео.

## Сюжет
Фильм начинается с кадров теленовостей, из которых становится ясно, что в неком доме было найдено восемь трупов. Далее демонстрируется место происшествия, куда вскоре приезжают две команды репортёров. Но оцепившая дом полиция никого не пропускает, и тогда некоторые репортёры пытаются обойти дом и попробовать заснять трупы через заднее окно. Путь им преграждает другой репортёр, Кортни, которая будто бы приехала первой и имеет все права на эксклюзивный материал. Далее развязывается словесная перепалка. Спор всё-таки разрешается и начинаются съёмки. Внезапно из кустов выпрыгивает диковатого вида мужчина и приставляет к голове Амбер, одной из репортёров, пистолет. Нападавшего убивает снайпер.
Амбер просыпается в больнице и смутно помнит о случившемся. Немногим позже к ней приходят её друзья-репортёры и рассказывают историю о таинственном городе, из которого пришёл покушавшийся на неё мужчина. Говорят, что этого населённого пункта даже нет на карте. Немного посомневавшись, Амбер решается отправиться туда в составе съёмочной команды. В это же время другая команда, состоящая из оператора и Кортни, тоже направляется в этот же таинственный город. После прибытия обе команды пытаются собрать информацию о городе и разгадать его загадки, попутно отбиваясь от местных жителей.

## В ролях
| Актёр            | Роль     |
| ---------------- | -------- |
| Лаура Мазур      | Кортни   |
| Кэтрин Карнер    | Амбер    |
| Брендон Ларджент | оператор |